# Caloplaca britannica
Caloplaca britannica är en lavart som beskrevs av R. Sant. Caloplaca britannica ingår i släktet orangelavar och familjen Teloschistaceae.   Inga underarter finns listade i Catalogue of Life.